# International Championship
A International Championship (nos últimos anos chamada oficialmente: TD Bank International Cycling Championship) foi uma carreira ciclista profissional de um dia estadounidense que se disputava na cidade de Filadélfia (Pensilvania) e seus arredores, a princípios do mês de junho. Estava dentro do chamado Pro Cycling Tour que incluía uma prova feminina profissional e outra masculina junior nesse mesmo dia.
Desde os seus inícios, em 1985, a carreira foi tomada como o campeonato nacional de estrada, se coroando campeão o estadounidense melhor localizado com o qual era chamada também USPRO Championship. A partir de 2006 o campeonato de estrada começou-se a realizar por separado e a International Championship (Philadelphia International nesses anos) passou a integrar o circuito profissional do UCI America Tour na categoria 1.hc (máxima categoria dos Circuitos Continentais UCI), sendo a carreira de um dia mais importante de todas as que se celebravam profissionalmente na América. Até 2008 era a última de uma série de três patrocinadas pelo Commerce Bank e denominada Triplo Coroa, que também integravam a Lancaster Classic e a Reading Classic.
Em 2013 teve uma disputa entre os organizadores e o governo da cidade por dívidas impagadas, o que levou a que a carreira fosse cancelada. Finalmente, com novos organizadores e baixando à categoria 1.2 (última do profissionalismo), a prova correu-se na mesma data e similar circuito com o nome oficial de The Philadelphia Cycling Classic.
Ao longo da história teve diferentes denominações, que foram mudando dependendo das fusões e aquisições bancárias das empresas patrocinadoras:
- Core States (1985-1998)
- First Union USPRO Championships (1998-2002)
- Wachovia (2002-2005)
- Wachovia Cycling Séries-Philadelphia (2006)
- Commerce Bank International Championship (2007)
- Commerce Bank Philadelphia International Championship (2008)
- Philadelphia International Championship (2009-2010)
- TD Bank International Cycling Championship (2011-2012)

A carreira chegou a ter um quilometragem aproximado de 250 km (ainda que em 2006 foram 230 km) sempre com início e final em Filadélfia, mas nos últimos 2 anos se reduziu a pouco mais de 190 km.

## Liberty Classic
Desde 1994 até 2012 disputava-se também a Liberty Classic (também chamada: TD Bank Philadelphia International Championship Womens Liberty Classic ou Women´s Liberty Classic), que é um Philadelphia International para corredoras femininas, também profissional, de facto se disputa no mesmo dia que essa.
Esta nunca foi válida como Campeonato dos Estados Unidos em Estrada, mas se tem tido vários nomes dependendo de seu patrocinador, Desde 1998 até 2001 foi pontuável para a Copa do Mundo feminina, depois foi de categoria 1.9.1 renomeando-se essa categoria em 2005 pela 1.1 mantendo a carreira dito status; ademais desde o 2009 também é pontuável para o USA Cycling National Racing Calendar.
Tinha uns 160 km menos em seu traçado (uns 90 km) com respeito à Philadelphia International ainda que similares características que essa.

## Palmarés
| Ano                                                            | Ganhador              | Segundo              | Terceiro           |
| -------------------------------------------------------------- | --------------------- | -------------------- | ------------------ |
| CoreStates USPRO Championships                                 |                       |                      |                    |
| 1985                                                           | Eric Heiden           | Jesper Worre         | Jens Veggerby      |
| 1986                                                           | Thomas Prehn          | Jørgen Marcussen     | Doug Shapiro       |
| 1987                                                           | Tom Schuler           | Cessar Cipollini     | Roy Knickman       |
| 1988                                                           | Roberto Gaggioli      | Dag Otto Lauritzen   | Rum Kiefel         |
| 1989                                                           | Greg Oravetz          | Mike Engleman        | Alexi Grewal       |
| 1990                                                           | Paolo Cimini          | Laurent Jalabert     | Kurt Stockton      |
| 1991                                                           | Michel Zanoli         | Davis Phinney        | Phil Anderson      |
| 1992                                                           | Bart Bowen            | Andrzej Mierzejewski | Roberto Pelliconi  |
| 1993                                                           | Lance Armstrong       | Gianluca Pierobon    | Graeme Miller      |
| 1994                                                           | Sean Yates            | Bruno Boscardin      | Brian Walton       |
| 1995                                                           | Norman Alvis          | Maurizio Di Pasquale | Clark Sheehan      |
| 1996                                                           | Eddy Gragus           | Roberto Gaggioli     | Fred Rodriguez     |
| 1997                                                           | Massimiliano Lelli    | Scott McGrory        | Angelo Canzonieri  |
| First Union USPRO Championships (1.2)                          |                       |                      |                    |
| 1998                                                           | George Hincapie       | Massimiliano Mori    | Tomáš Konečný      |
| 1999                                                           | Jakob Piil            | Brian Walton         | Harm Jansen        |
| 2000                                                           | Henk Vogels           | Fred Rodriguez       | Nicolaj Bo Larsen  |
| 2001                                                           | Fred Rodriguez        | Trent Klasna         | George Hincapie    |
| 2002                                                           | Mark Walters          | William-Chann McRae  | Danny Pate         |
| Wachovia USPRO Championships (1.2 em 2003-2004, 1. HC em 2005) |                       |                      |                    |
| 2003                                                           | Stefano Zanini        | Uroš Murn            | Julian Dean        |
| 2004                                                           | Francisco Ventoso     | Antonio Bucciero     | Gordon Fraser      |
| 2005                                                           | Chris Wherry          | Danny Pate           | Christopher Horner |
| Wachovia Cycling Séries - Philadelphia (1.hc)                  |                       |                      |                    |
| 2006                                                           | Gregory Henderson     | Iván Domínguez       | Oleg Grishkine     |
| Commerce Bank International Championship (1.hc)                |                       |                      |                    |
| 2007                                                           | Juan José Haedo       | Matthew Goss         | Bernhard Eisel     |
| 2008                                                           | Matti Breschel        | Kirk O'Bee           | Fred Rodriguez     |
| Philadelphia International Championship (1.hc)                 |                       |                      |                    |
| 2009                                                           | André Greipel         | Gregory Henderson    | Kirk O'Bee         |
| 2010                                                           | Matthew Goss          | Peter Sagan          | Alexander Kristoff |
| 2011                                                           | Alex Rasmussen        | Peter Sagan          | Robert Förster     |
| 2012                                                           | Alexander Serebryakov | Aldo Ino Ilešič      | Fred Rodriguez     |

## Palmarés por países
| País           | Vitórias |
| -------------- | -------- |
| Estados Unidos | 11       |
| Itália         | 4        |
| Dinamarca      | 3        |
| Austrália      | 2        |
| Alemanha       | 1        |
| Espanha        | 1        |
| Argentina      | 1        |
| Reino Unido    | 1        |
| Países Baixos  | 1        |
| Canadá         | 1        |
| Nova Zelândia  | 1        |
| Rússia         | 1        |